# Microhyla malang
Espèce
Microhyla malang est une espèce d'amphibiens de la famille des Microhylidae.

## Répartition
Cette espèce est endémique de Malaisie orientale. Elle se rencontre dans les États du Sabah et du Sarawak. Sa présence est incertaine au Brunei et au Kalimantan en Indonésie.  

## Étymologie
Le nom spécifique malang vient du malaisien et signifie "malchanceux", en référence à la longue histoire taxonomique confuse de cette espèce, qui a été longtemps confondue avec Microhyla borneensis. Malang fait aussi allusion à la localité type, Matang.

## Publication originale
- Matsui, 2011 : Taxonomic revision of one of the Old World's smallest frogs, with description of a new Bornean Microhyla (Amphibia: Microhylidae). Zootaxa, no 2814, p. 33-49.